# Wacław Szumborski Bohowityn
Wacław Szumborski (Szymbarski) Bohowityn herbu Korczak – chorąży wołyński w latach 1592-1597.
Poseł na sejm pacyfikacyjny 1589 roku z województwa wołyńskiego, podpisał traktat bytomsko-będziński.